# Telejonica
Telejonica è stata un'emittente televisiva locale siciliana fondata a Catania il 7 luglio 1977.
Fu affiliata dai primi anni ottanta fino alla metà degli anni 2000 a diverse syndication, tra le quali Europa 7, Junior Tv, Supersix, Cinquestelle, Odeon TV e Italia 9 Network.

## Storia

### L'esordio negli anni settanta
Il 7 luglio 1977, venne costituita la società editrice "RadioTeleJonica S.r.l." da Carmelo Costanzo (imprenditore edile dell'omonima azienda), Giorgio Russo, Ennio Virlinzi, Gaetano Graci, Francesco Finocchiaro e Matteo Pitanza, con sede legale, amministrativa e televisiva a Catania, in via Reclusorio del Lume 54.

L'inaugurazione della Tv avvenne con la messa in onda alle 20.30 di un film il successivo 1º settembre, sulle frequenze 52 e 35 UHF. L'antenna trasmittente venne posizionata sulla collina di Valverde, dove già erano posizionati anche gli altri tralicci delle Tv già esistenti.

Il reparto tecnico - capitanato da Maurizio Fornari, responsabile-capo alta frequenza per la Sicilia e Calabria del gruppo televisivo "T.I.Media" - era anche composto da Salvatore Grasso e Giuseppe Cirino (cameraman).

Le prime annunciatrici furono Ketty Raimondo e Maria Atanasio, mentre le prime cronache vennero trasmesse il 3 settembre dello stesso anno con le due edizioni serali delle 20.20 e delle 22.20. La redazione giornalistica era diretta inizialmente da Giuseppe Litrico e composta da personalità provenienti dal mondo della carta stampata (Espresso Sera, Corriere di Sicilia, La Sicilia): era composta tra gli altri dai giornalisti Nino Arena, Salvatore Strano, Vincenzo Dottore e Vincenzo Motta. Il primo telegiornale della rete consisteva nella sola lettura delle notizie senza il supporto video di filmati ad eccezione di qualche fotografia.

Il palinsesto, inizialmente, oltre alla messa in onda di film, telefilm e cartoni animati, venne basato quasi esclusivamente su trasmissioni e rubriche di informazione.

Tra le rubriche vanno ricordate Alla Scoperta di Catania, condotta dal prof. Santi Correnti il quale in seguito ha condotto L'Almanacco della rete Antenna Sicilia; Clipper condotta da Alberto Cosentino; Political-Round, una rubrica di dibattiti in diretta da studio con la presenza dei vari esponenti politici etnei.

### L'auge degli anni ottanta
Con gli inizi degli anni ottanta la società editrice di RadioTeleJonica S.r.l. arricchì il proprio palinsesto con l'intrattenimento.

Fra le varie trasmissioni vanno ricordate Super Bingo basato sul gioco della tombola ed Avanti un altro (da non confondere con l'omonimo game show di Canale 5) condotto da Isabella Fichera e Giuseppe Maria Rapisardi comprendente un gioco a quiz con relative telefonate da parte del pubblico a casa.

A completare la programmazione le rubriche sportive come Grand Prix con Andrea De Adamich e Tutti in Pista dedicata ai motori.

Con la scritturazione di Gilberto Idonea, attore e cabarettista teatrale catanese, la rete conosce il suo periodo di massima popolarità nella sua conduzione del rotocalco pomeridiano Venga a prendere un Caffe' da Noi, insieme anche alla scritturazione di Gino Astorina alla conduzione di altri show-intrattenimento quali Selz e Limone, Cattive Frequenze, Ring e Divieto di Siesta.

L'amministrazione dell'azienda è passata in quegli anni da Matteo Pitanza a Giuseppe Virlinzi, prima, quindi da Arturo Castrogiovanni a Silvestro Stazzone.

### Il declino degli anni novanta
Con la dichiarazione di insolvenza (1997) da parte del tribunale giudiziario di Catania, per la società editrice di Telejonica, venne dichiarato il fallimento con la successiva vendita all'asta.

Nel 1999 la Tv venne rilevata da Orlando Branca, ex amministratore della Telecolor e proprietario tra l'altro di Telesicilia color, che previo accordo raggiunto con un altro noto editore catanese, Mario Ciancio Sanfilippo, gli cedette il 50% della stessa.

### Il passaggio al digitale terrestre
Dal novembre 2011 la sede dell'emittente si è trasferita in viale Odorico da Pordenone 44 a Catania; accanto alle sedi di Antenna Sicilia e Telecolor.
Dopo lo switch off, Telejonica ha trasmesso sul multiplex di Telesicilia color (LCN 18), insieme ai canali Video 3 (LCN 97) e Rete Sicilia (LCN 296).
Dal 9 maggio 2013 Telejonica è trasmessa anche all'interno di uno dei multiplex di Antenna Sicilia, alla medesima postazione dell'LCN 285, e da agosto 2013 anche in quello di Telecolor.

### Interruzione delle trasmissioni
Da venerdì 27 febbraio 2015 Telejonica e Telesicilia color interrompono le trasmissioni a seguito di una possibile uscita dall'etere televisivo dopo 38 anni di attività; l'emittente tv è stata messa in liquidazione dopo 3 anni di contratti di solidarietà licenziando 14 dipendenti.
Il video di tutte le frequenze è rimasto occupato da una test card in cui è impresso il nome dell'emittente con la relativa LCN dal 27 febbraio al 17 marzo 2015.
Le trasmissioni dell'emittente e della consorella Telesicilia color sono ricominciate il 17 marzo 2015: da questo momento la programmazione è composta esclusivamente da una serie di film d'essai senza interruzioni pubblicitarie; non è ancora dato sapere se l'editore sia arrivato ad un accordo definitivo per il loro mantenimento. Il 16 giugno 2015 l'emittente, insieme a Telesicilia color ha interrotto nuovamente le trasmissioni.

### Il passaggio al gruppo di CTS
Il 22 giugno 2015 l'emittente, insieme a Telesicilia color è passata nelle mani del gruppo di CTS, nota emittente televisiva palermitana assieme all'imprenditore Giovanni Caradonna; pertanto le due emittenti catanesi adesso trasmettono in simulcast con il logo leggermente modificato di Rete 8 composta quasi esclusivamente di televendite e notiziari forniti dalla stessa CTS. Dal 1º ottobre 2015 trasmette con il logo modificato di Telejonica in basso a destra del teleschermo ed il logo leggermente modificato di Rete 8 in alto a sinistra.
Grazie all'incontro con il produttore Diego Vida della Viacom che consiglia a Giovanni Caradonna di cambiare la sigla del telegiornale originale della passata gestione aggiornandolo ex-novo in una grafica di ultima generazione, permette così un miglioramento notevole rispetto alla fase iniziale dei mesi precedenti.